# IFilter
IFilter definiert eine COM-Programmierschnittstelle, über die Zusatzprogramme den Windows-Indexierungsprogrammen und dem neuen Windows Desktop Search Metadaten über verschiedene Dateiformate bereitstellen, so dass diese transparent indiziert werden können.
Das IFilter-Interface wird auch bei der Volltextsuche des Microsoft SQL Server verwendet.